# Piperaceae
Las piperáceas (Piperaceae) son una familia de angiospermas del orden de los piperales. Consta de 13 géneros y unas 1919 especies, que se distribuyen por las regiones tropicales del planeta.

## Descripción

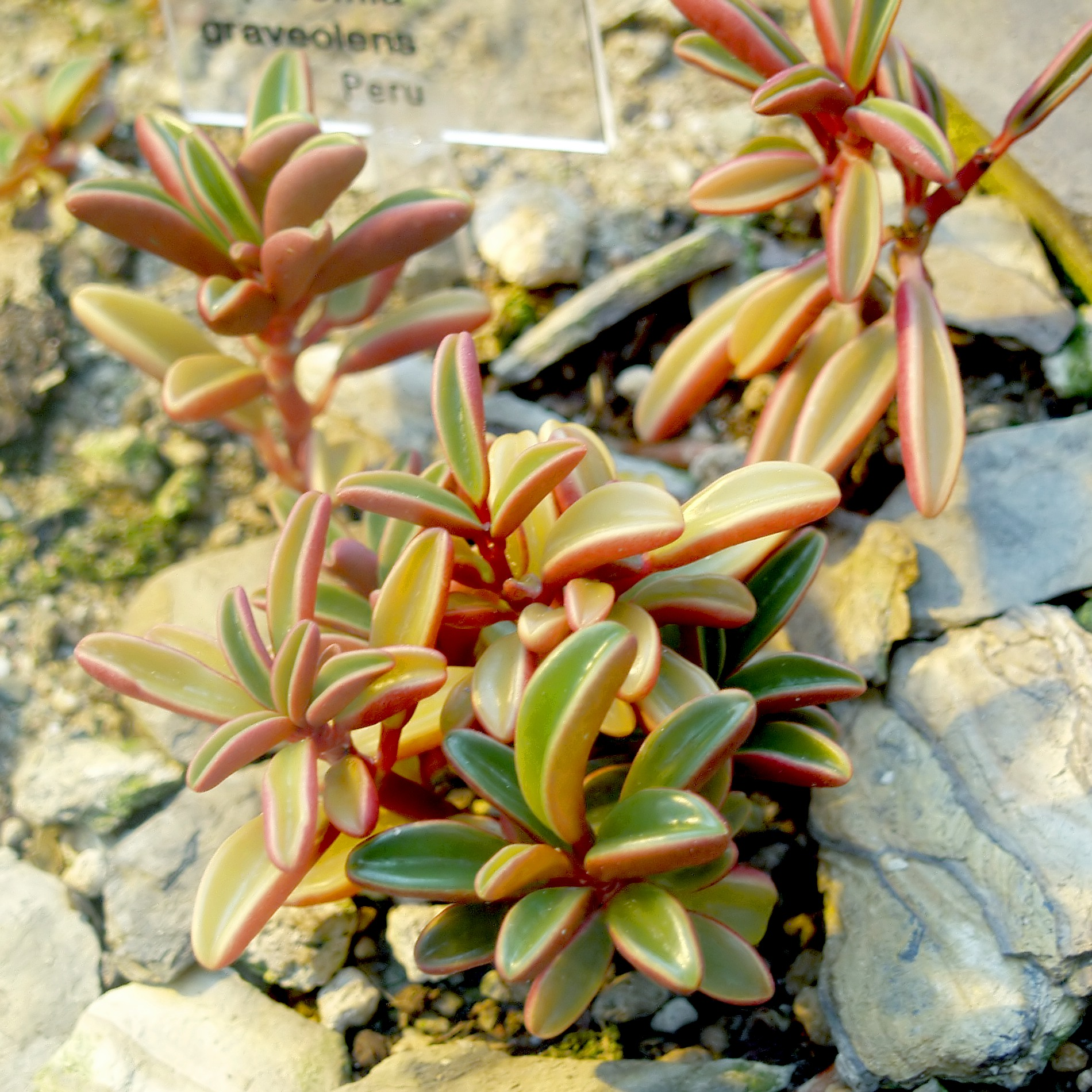
Peperomia graveolens

- Árboles, arbustos, hierbas o bejucos, a veces epífitas, las trepadoras con raíces adventicias en los nudos. Eléocitos presentes en diversas partes de la planta, aromáticas, con aceites esenciales. Indumento de pelos simples o multicelulares, o plantas glabras; a menudo glándulas globulares o translúcidas y coloreadas presentes.
- Hojas alternas, opuestas, en espiral o todas basales, simples, enteras, pecioladas, suculentas o herbáceas,[1] muy variables en forma y tamaño, nerviación acródroma, actinódroma, broquidódroma, camptódroma o campilódroma, con estípulas intrapeciolares. Estomas tetracíticos o anisocíticos. Frecuentemente con profilos adaxiales en forma de caperuza asociados a la inflorescencia y hoja en desarrollo. Hidátodos frecuentemente presentes en especies viviendo en ambientes saturados de humedad.
- Tallos con haces liberoleñosos esparcidos (como en las monocotiledóneas, pero abiertos, sin vaina esclerenquimatosa) o en 2 anillos. Nudos hinchados, 3- a multilacunares, con 3-5 o más rastros foliares.
- Plantas hermafroditas, monoicas o dioicas.
- Inflorescencias axilares, terminales u opositifolias, pedunculadas, en espiga o racimo, péndulas o erectas.
- Flores menudas, aclamídeas, cada una con una única bráctea basal, pediceladas o sésiles, con simetría bilateral o dorsiventral. Androceo de (1-)2-6(-10) estambres libres o soldados a la base del ovario, filantéreos, anteras con 2 tecas, cada teca 2-esporangiada, o monotecas (en Peperomia), extrorsas a latrorsas, dehiscencia por hendiduras longitudinales. Gineceo súpero, unilocular, formado por la sincarpia de (2-)3-4 carpelos (1 en Peperomia), estigmas 1-4, seco, papiloso, óvulo 1, ascendente, ortótropo, bitégmico (unitégmico en Peperomia), crasinucelado, placentación basal.
- Fruto en baya o drupa,[1] a veces con estilos prominentes.
- Semillas con endospermo escaso y perispermo abundante, amiláceo, embrión muy pequeño.
- Polen globoso, tectado, monosulcado, inaperturado en Peperomia, téctum frecuentemente espinuloso.
- Número cromosómico: x = 11, aparentemente, presente en Peperomia; sin embargo, es x = 13 en Macropiper y Piper y x = 19 en Zippelia.

## Ecología
La polinización en Piper suelen realizarla abejas. Los frutos maduros son consumidos por murciélagos y las semillas dispersadas en sus heces. En el caso de Macropiper, los frutos son suculentos y brillantemente coloreados, y al parecer los consumen las aves. Los frutos de Peperomia desarrollan una prolongación viscosa que contribuye probablemente a una exozoocoria, mientras que Zippelia consigue los mismos efectos con sus frutos con espínulas gloquidiadas.
Los miembros de esta familia son plantas adaptadas a las condiciones de vida en los trópicos y subtrópicos, fundamentalmente en las selvas, en lugares umbríos, a veces como epífitas, otras veces como oportunistas en zonas clareadas para carreteras o pastizales.

## Fitoquímica
Las especies de esta familia producen una gran cantidad de diferentes compuestos químicos, sobre todo derivados de la fenilalanina. Los aceites esenciales contienen monoterpenos, sesquiterpenos y fenilpropanos a partes más o menos iguales. Son característicos los lignanos, un derivado furfuránico, cinnamoilamidas, α-pironas y derivados de la aporfina. Proantocianidinas y flavonoles ausentes. Cianogénesis ausente.

## Usos
Desde un punto de vista económico, la especie más importante es la pimienta, Piper nigrum, de la que existen diferentes variedades en cultivo desde tiempo inmemorial y es una de las especias más importantes (pimienta negra: el fruto semimaduro, o blanca: maduro y sin cáscara). Junto a esta, otras especies se usan como sucedáneo, como Piper longum. Las hojas de Piper betle se usan en Asia y África para envolver las nueces de betel (Areca catechu, Arecaceae), usado como masticatorio. Los frutos de Ottonia darienensis tienen sabor a esencia de clavo y se usan como este para adormecer los dientes que duelen. Otras especies de Piper y Macropiper se usan localmente en farmacopea, en la obtención de bebidas estimulantes o narcóticas (kava de Macropiper methysticum) y como veneno de peces. Algunas especies son plantas ornamentales populares.

## Posición sistemática
Las piperáceas son un grupo primitivo de Angiospermas. En el pasado, se las ha considerado, junto con las saururáceas, directamente derivadas de las Magnoliales. Sin embargo, las inflorescencias en espiga, la ausencia de perianto y las simetría floral bilateral las distinguen perfectamente. También se han postulado relaciones con las monocotiledóneas sobre la base de la estructura vascular. El APW (Angiosperm Phylogeny Website) considera que forma parte del Orden Piperales, siendo el grupo hermano de las saururáceas (cf. AP-website).

## Táxones incluidos
Introducción teórica en Taxonomía

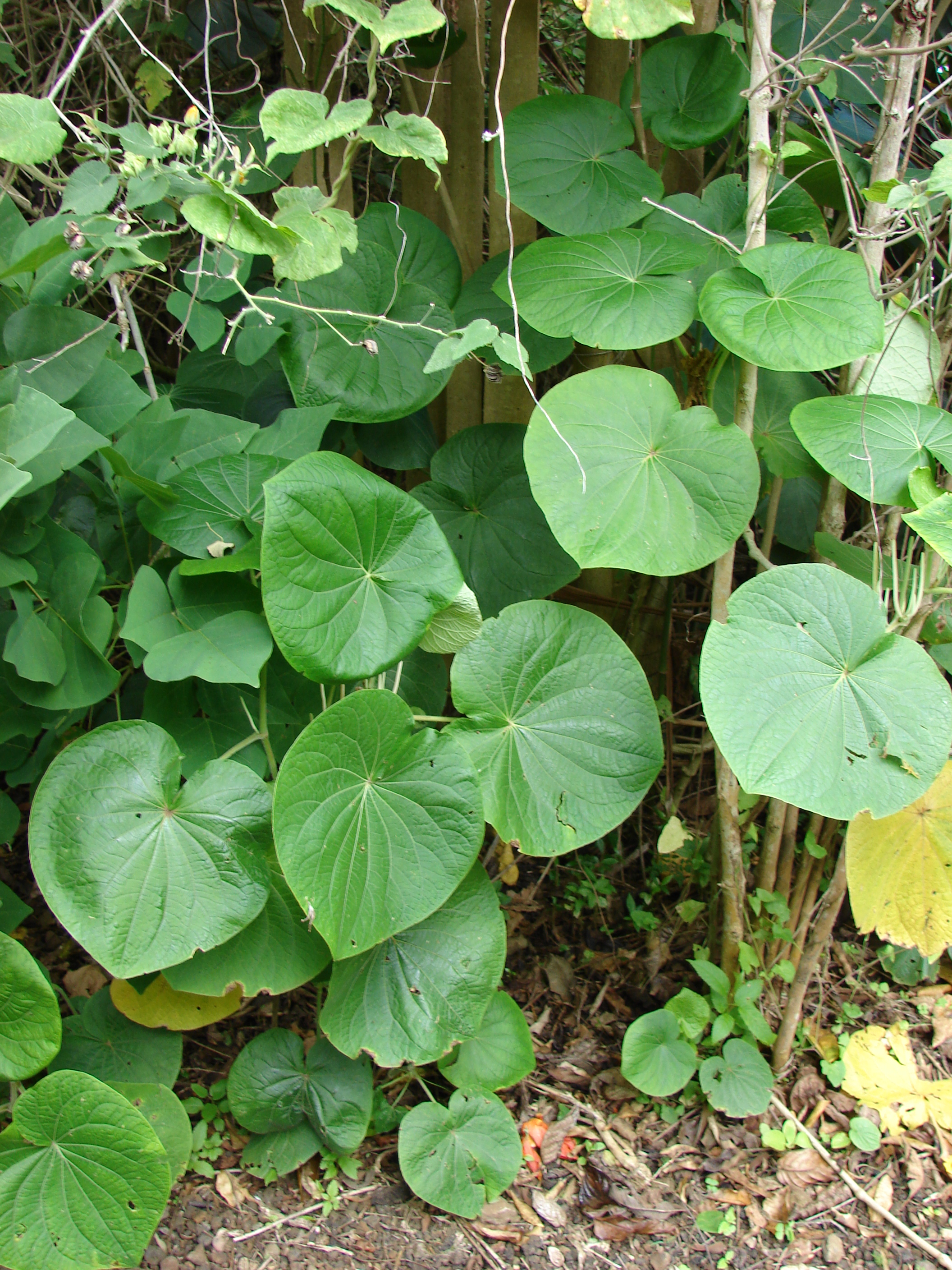
Macropiper puberulum

La familia se viene subdividiendo en dos subfamilias: Peperomioideae y Piperoideae (véase APW AP-website). Sin embargo, recientes análisis filogenéticos no confirman esta división básica, puesto que el clado basal estaría formado por los géneros Zippelia + Manekia, que sería el grupo hermano de un núcleo que contendría al resto de los géneros (Jaramillo et al., 2004, véase referencias).
Los géneros reconocidos se pueden distinguir con la siguiente clave:
- Fruto globoso, densamente cubierto de pelos gloquidiados.

Zippelia Blume, 1830. China,  Indonesia, Laos, Malasia, Filipinas, Vietnam.
- Fruto de otro tipo, sin pelos gloquidiados.

- Flores unisexuales.

- Inflorescencias axilares, reunidas en umbelas.

Macropiper Miq., 1840. Islas de Pacífico Sur.
- Inflorescencia solitaria, terminal, usualmente opositifolia.

Piper L., 1753. Asia y África tropicales.
- Flores perfectas.

- Hierbas, usualmente epífitas, frecuentemente suculentas. Brácteas florales orbiculares. Estambres 2. Anteras monotecas. Estigmas penicilados. Ovario 1-carpelar. Frutos en drupa con prominencia translúcida.

Peperomia Ruiz & Pav., 1794. Pantropical.
- Hierbas raramente epífitas, trepadoras, rastreras, arbustos o arbolitos. Brácteas florales triangulares a caliciformes o peltadas. Estambres 2-6. Anteras bitecas. Estigmas no penicilados. Ovario (2-)3-4-carpelar. Frutos en drupa o baya, sin prominencias.

- Planta trepadora o rastrera. Inflorescencias axilares o terminales, usualmente en pares. Fruto parcialmente inmerso en el raquis ensanchado.

Manekia Trel., 1927. América central y del Sur, Antillas.
- Árbol, arbusto, trepadora o hierba. Inflorescencias opositifolias. Fruto libre, no inmerso en el raquis.

Ottonia Spreng., 1820. América central y del Sur, Antillas; introducidas en otras áreas tropicales.